# Philippe Marçais
Philippe Marçais (* 16. März 1910 in Algier; † 31. Mai 1984 in Paris) war ein französischer Sprachwissenschaftler und Politiker. Von 1958 bis 1962 war er Abgeordneter der Nationalversammlung.

## Frühes Leben
Marçais wuchs als Sohn eines Orientalisten in einer französischen Akademikerfamilie mit bretonischen Wurzeln in der späteren algerischen Hauptstadt Algier auf, das damals unter französischer Kolonialherrschaft stand. Sein Abitur legte er hingegen in Tunis ab und zum Studium ging er nach Paris ins französische Mutterland. Dort erlangte er einen Studienabschluss in Humanwissenschaften, bevor er an die École des langues orientales wechselte, wo er promovierte. Danach unterrichtete er zuerst an der Madrasa von Constantine und dann an der von Tlemcen. Im Verlauf des Zweiten Weltkriegs wurde er eingezogen und nahm unter anderem am Tunesienfeldzug teil. Nach Kriegsende lehrte er an der Universität von Algier und wurde 1950 zum Dekan ernannt.

## Politische Karriere
Nach dem Ausbruch des Algerienkriegs im Jahr 1954 wurden 1958 für Algerien Wahlen zur französischen Nationalversammlung angesetzt. Marçais kandidierte bei diesen Wahlen für die Gruppierung Unité de la République (Einheit der Republik), die sich für die weitere Zugehörigkeit Algeriens zu Frankreich einsetzte. Ihm gelang der Einzug ins Parlament, wo er sich fast ausschließlich mit algerischen Fragen beschäftigte. Er richtete sich dabei  gegen die Politik von Präsident Charles de Gaulle und setzte sich für eine Beteiligung der in Algerien lebenden Franzosen an der Debatte ein. Mit der Unabhängigkeit Algeriens am 3. Juli 1962 endete sein Mandat als Abgeordneter. Er verließ Algerien und war als Dozent an der Universität Rennes sowie an der Universität Lüttich tätig. Politisch war er selbst zunächst nicht mehr aktiv, allerdings unterstützte er 1965 die Kandidatur des Rechtsextremen Jean-Louis Tixier-Vignancour bei den Präsidentschaftswahlen. Zudem kandidierte er 1977 auf einer Liste mit Jean-Marie Le Pen bei den Kommunalwahlen in der französischen Hauptstadt. Dort starb er 1984. Marçais war Träger des Ordre des Palmes Académiques und Ritter der Ehrenlegion.